# Pindolol
Pindololul este un medicament din clasa beta-blocantelor, fiind utilizat în tratamentul hipertensiunii arteriale și al anginei pectorale. Căile de administrare disponibile sunt intravenoasă și orală. Este un beta-blocant neselectiv.